# Joseph Kadon Epetet
Joseph Kadon Epetet (* 1970) ist ein kenianischer Marathonläufer.
2004 wurde er Dritter beim Sevilla-Marathon und Zehnter beim London-Marathon, jeweils mit der persönlichen Bestzeit von 2:11:30 h. Im selben Jahr wurde er Sechster beim Köln-Marathon. Im Jahr darauf wurde er Achter beim Dubai-Marathon, Sechster beim Zürich-Marathon und siegte in Köln. 2007 folgte einem 16. Platz beim Rom-Marathon ein zweiter Platz beim Macau-Marathon. 2008 gewann er den Carlos Lopes Gold Marathon in Lissabon.